# 55 Dywizja Piechoty Morskiej
55 Mozyrska Dywizja Piechoty Morskiej (ros. 55-я Мозырская Краснознамённая дивизия морской пехоты) – desantowy związek taktyczny Sił Zbrojnych Federacji Rosyjskiej.

## Formowanie i zmiany organizacyjne
Dyrektywą ministra obrony ZSRR nr Org/3/50340 z 7 czerwca 1963 reaktywowane zostały oddziały radzieckiej piechoty morskiej. Zostały one włączone w skład poszczególnych komponentów sił morskich i tam rozwijane. W latach 1967–1968 390 pułk piechoty morskiej  rozwinięty został w 55 Dywizję Piechoty Morskiej, a ta podporządkowana została dowództwu Floty Oceanu Spokojnego.
W 1990  dywizja została częściowo skadrowana, a jej stan osobowy wahał się w granicach około 5000 żołnierzy.
Do czerwca 2009 na bazie 55 Dywizji Piechoty Morskiej sformowano 155 Brygadę Piechoty Morskiej.

## Struktura organizacyjna
W 1991
- dowództwo dywizji
- 83 pułk piechoty morskiej[a].
- 106 pułk piechoty morskiej
- 165 pułk piechoty morskiej
- 26 pułk czołgów
- 84 pułk artylerii
- 417 pułk przeciwlotniczy
- batalion rozpoznawczy
- batalion saperów
- batalion remontowy
- batalion zaopatrzenia